# Chionaema dohertyi
Chionaema dohertyi là một loài bướm đêm thuộc phân họ Arctiinae, họ Erebidae.